# Wolfgang-Ernst Fürst zu Ysenburg und Büdingen

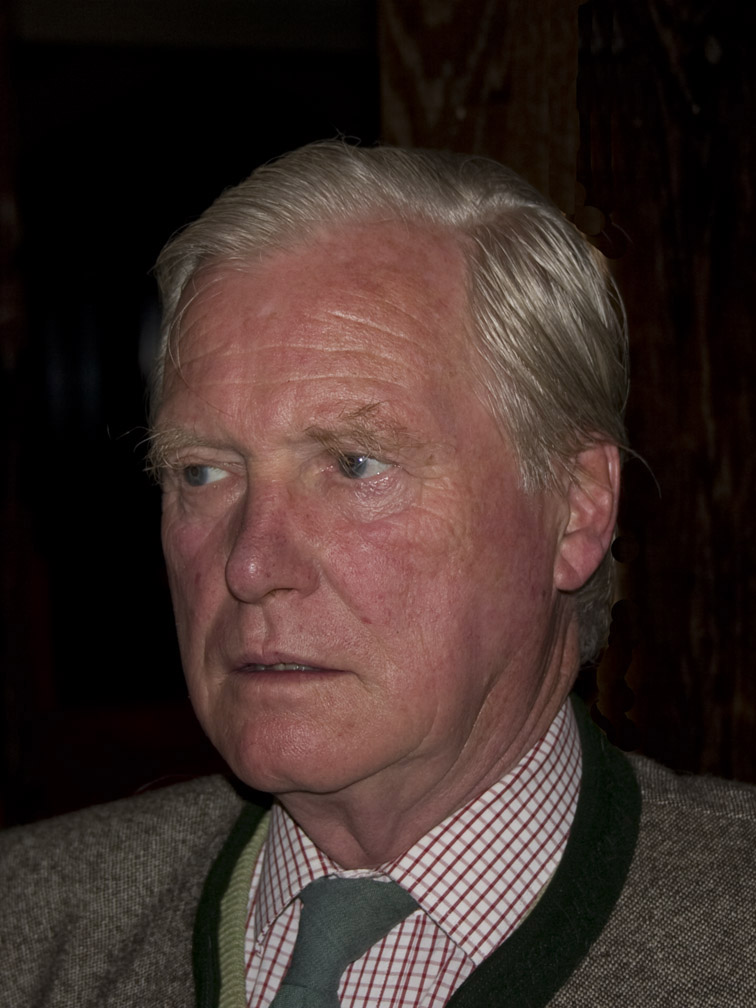
Wolfgang-Ernst zu Ysenburg und Büdingen, 2009

Wolfgang-Ernst Ferdinand Heinrich Franz Karl Georg Wilhelm Prinz zu Ysenburg und Büdingen in Wächtersbach (* 20. Juni 1936 in Frankfurt am Main), seit 1990 überwiegend als Fürst zu Ysenburg und Büdingen bekannt, ist der aktuelle Chef des früheren Fürstenhauses Ysenburg-Büdingen. Von 1992 bis 2008 war er Präsident des Automobilclubs von Deutschland (AvD).

## Familie
Wolfgang-Ernst zu Ysenburg und Büdingen ist der Älteste unter fünf Kindern von Otto Friedrich Fürst zu Ysenburg und Büdingen, der Tradition gemäß als Seniorchef des Gesamthauses Fürst zu Ysenburg und Büdingen (1904–1990) und Felicitas Anna Eleonore Cecilie geb. Prinzessin Reuss zu Köstritz (1914–1989). 1967 heiratete er Leonille Elisabeth Victoria Barbara Margarete Prinzessin zu Sayn-Wittgenstein-Berleburg, die Tochter des ehemaligen CDU-Schatzmeisters Casimir Johannes Prinz zu Sayn-Wittgenstein-Berleburg. Zusammen mit Leonille hat er drei Kinder und lebt mit ihr auf Schloss Büdingen. Alle übrigen Ländereien hatte er verkauft, auch die Burg Ronneburg an die Forfin GmbH (Geschäftsführer und alleiniger Gesellschafter der Forfin GmbH ist Joachim Benedikt Freiherr von Herman auf Wain). Alexandra Prinzessin von Hannover war seine Schwester.

## Präsident des AvD
Im Mai 1992 wurde er als Nachfolger von Paul Alfons von Metternich-Winneburg zum ehrenamtlichen Präsidenten des AvD gewählt. In seiner Amtszeit hat sich der AvD zu einem Dienstleistungsunternehmen entwickelt und seine Leistungen deutlich ausgebaut. 1999 feierte der Club sein 100-jähriges Bestehen. Nachdem er bei einer außerordentlichen Hauptversammlung des Clubs am 6. April 2008 nicht entlastet worden war, trat er zum 1. Juni 2008 als Präsident zurück. Vorausgegangen waren Ermittlungen der Staatsanwaltschaft Frankfurt wegen Verdachts der Untreue zum Nachteil der Vereinsmitglieder.

## Wirtschaftlicher Niedergang
1990 übernahm Wolfgang-Ernst die umfangreichen Wirtschaftsunternehmen des Hauses von seinem Vater Otto Friedrich Fürst zu Ysenburg, die in der Beteiligungsgesellschaft Fürst zu Ysenburg und Büdingen mbH zusammengefasst sind. Geschäftsgegenstand ist die Beteiligung an anderen, als Handelsgewerbe geltenden Gewerbebetrieben und sonstigen gewerblichen Unternehmen sowie die Bewirkung von Dienstleistungen aller Art für andere Unternehmen. Die Gesellschaft hält Industriebeteiligungen der Unternehmensgruppe der Fürsten zu Ysenburg und Buedingen, die sich mit Ausnahmen ausschließlich im Familienbesitz befinden. Die Unternehmensgruppe verwaltet darüber hinaus einen der größten privaten Forstbetriebe in der Bundesrepublik Deutschland (ca. 10.000 ha) sowie umfangreichen nicht gewerblichen Grund- und Hausbesitz im näheren Umkreis von Büdingen und Wächtersbach. Die Familie Ysenburg verfügt mit Rücksicht auf die 700-jährige Familiengeschichte in diesem Gebiet über umfangreichen Denkmals- und Kulturbesitz. 
Diese Bereiche sind als Gesellschaften bürgerlichen Rechts organisiert: GbR Kulturgut, für die Casimir zu Ysenburg und Büdingen, stellvertretender Direktor des Private Investment Office der Credit Suisse (Deutschland) AG, allein zuständig ist, und GbR Forst und GbR Kameral, in denen Sylvester zu Ysenburg und Büdingen, der Bruder Wolfgang-Ernsts, Casimir zu Ysenburg und Büdingen, und Christian zu Ysenburg und Büdingen Gesellschafter sind. Die Geschäftsführung dieser Bereiche erfolgt personenidentisch mit der GmbH & Co. Offizieller Sitz der Gesellschaft ist die Ronneburg.
In der Folgezeit trat durch Fehlinvestitionen und Fehlspekulationen ein Vermögensverfall ein und große Teile des Fürstlich Ysenburg-Büdingischen Besitzes mussten verkauft werden. Im Jahr 2005 wurde beim Amtsgericht Friedberg ein „masseloses Insolvenzverfahren“ über den Forstbetrieb des Fürstenhauses eröffnet. Der 8500 Hektar große Büdinger Wald – einer der größten privaten Waldbesitze in Hessen – konnte an einen Investor verkauft werden, was aber die Finanznot nicht linderte. Bereits im Jahr 2001 wurde die seit 1578 bestehende Fürstliche Brauerei in Wächtersbach an die Würzburger Hofbräu verkauft. 2005 folgte der Verkauf der 175 Jahre alten Waechtersbacher Keramik, die kurz darauf insolvent wurde. Zur gleichen Zeit tauchten Kulturgüter wie alte Handschriften und Folianten aus dem Besitz des Hauses im Auktionshandel auf. 2011 meldete die Familiengesellschaft, die Beteiligungsgesellschaft Fürst zu Ysenburg und Büdingen GmbH & Co., deren Geschäftsführer Wolfgang-Ernst war, ebenfalls Insolvenz an.
Am 12. Februar 2014 verurteilte der zweite Zivilsenat des Oberlandesgerichts Frankfurt Wolfgang-Ernst gesamtschuldnerisch mit seinem Sohn Ferdinand Maximilian zur Rückzahlung eines Kredits in Höhe von einer Million Euro nebst 7 Prozent Zinsen, den der damalige Freund der Familie, der Hamburger Geschäftsmann und Reeder in Hongkong Markus Jebsen, dem Adelshaus im Jahr 2003 gewährt hatte. Das Geld sollte zur Rettung der maroden Waechtersbacher Keramik dienen. Eine Rückzahlung erfolgte bis dahin „wegen Armut“ nicht.

## Stiftung Präsenz zu Büdingen
Als Familienvorstand des Hauses Ysenburg und Büdingen fungierte Wolfgang-Ernst bis zum 31. Dezember 2013 als Geschäftsführer der Stiftung „Präsenz zu Büdingen“, zu deren umfangreichem Besitz seit Jahrhunderten auch zwei Kirchen (darunter die Marienkirche) und der Friedhof der Büdinger Altstadt gehören und zu deren Erhaltung sie verpflichtet ist. In seiner Amtszeit kam es zu Vermögensverschiebungen, in deren Rahmen Wolfgang-Ernst in beiden Eigenschaften Verträge mit sich selbst abschloss. Die Evangelische Kirche in Hessen und Nassau warf ihm vor, zu Ungunsten der Stiftung und zu Gunsten des maroden Familienvermögens gehandelt zu haben, und beantragte im April 2012 beim Regierungspräsident in Darmstadt die Enthebung Wolfgang-Ernsts als Stiftungsverwalter. Die Staatsanwaltschaft Gießen nahm Ermittlungen wegen des Anfangsverdachts auf Untreue auf, die jedoch eingestellt wurden. Zuständig für die Stiftungsaufsicht im Regierungspräsidium war bis zum 1. November 2012 Regierungsvizepräsident Wilhelm Kanther, der Sohn des wegen der Spendenaffäre der hessischen CDU rechtskräftig wegen Untreue verurteilten Manfred Kanther. Mitangeklagt in diesem Verfahren wegen illegaler Parteispenden war Casimir Johannes Prinz zu Sayn-Wittgenstein-Berleburg, der Schwiegervater von Wolfgang-Ernst Fürst zu Ysenburg und Büdingen.
Im Januar 2013 beschäftigte sich der Hessische Landtag mit den Vorfällen um die Stiftung Präsenz zu Büdingen. Die Stiftungsaufsicht hat das Hessische Innenministerium übernommen, Regierungsvizepräsident Wilhelm Kanther wurde ab 1. November 2012 an dieses Ministerium abgeordnet.

## Ehrungen
2001 erhielt zu Ysenburg und Büdingen für sein ehrenamtliches Engagement das Verdienstkreuz 1. Klasse der Bundesrepublik Deutschland.